# Baz, Albania
Baz là một xã trong quận Mat thuộc hạt Dibër, Albania. Dân số năm 2005 là 3374 người.